# Musée de la capitale
Le musée de la capitale (en mandarin : 首都博物馆) est un musée d'art situé à Pékin en Chine.
 
Ouvert en 1981, il a été déménagé en 2006 dans l'actuel bâtiment conçu par les architectes Jean-Marie Duthilleul et Cui Kai.
 
Avec une superficie de 63 000 m2 il était en 2009 le plus grand musée d'histoire de l'art chinois du pays. La présentation en est bien aérée dans ce très vaste espace. Les collections très diversifiées se divisent en deux grands ensembles.

## Histoire de Pékin
- Au premier étage : Centré sur Pékin, parcours chronologique depuis le néolithique jusqu'à aujourd'hui. Chaque époque apportant son lot d'objets témoins, et parfois d'objets précieux.

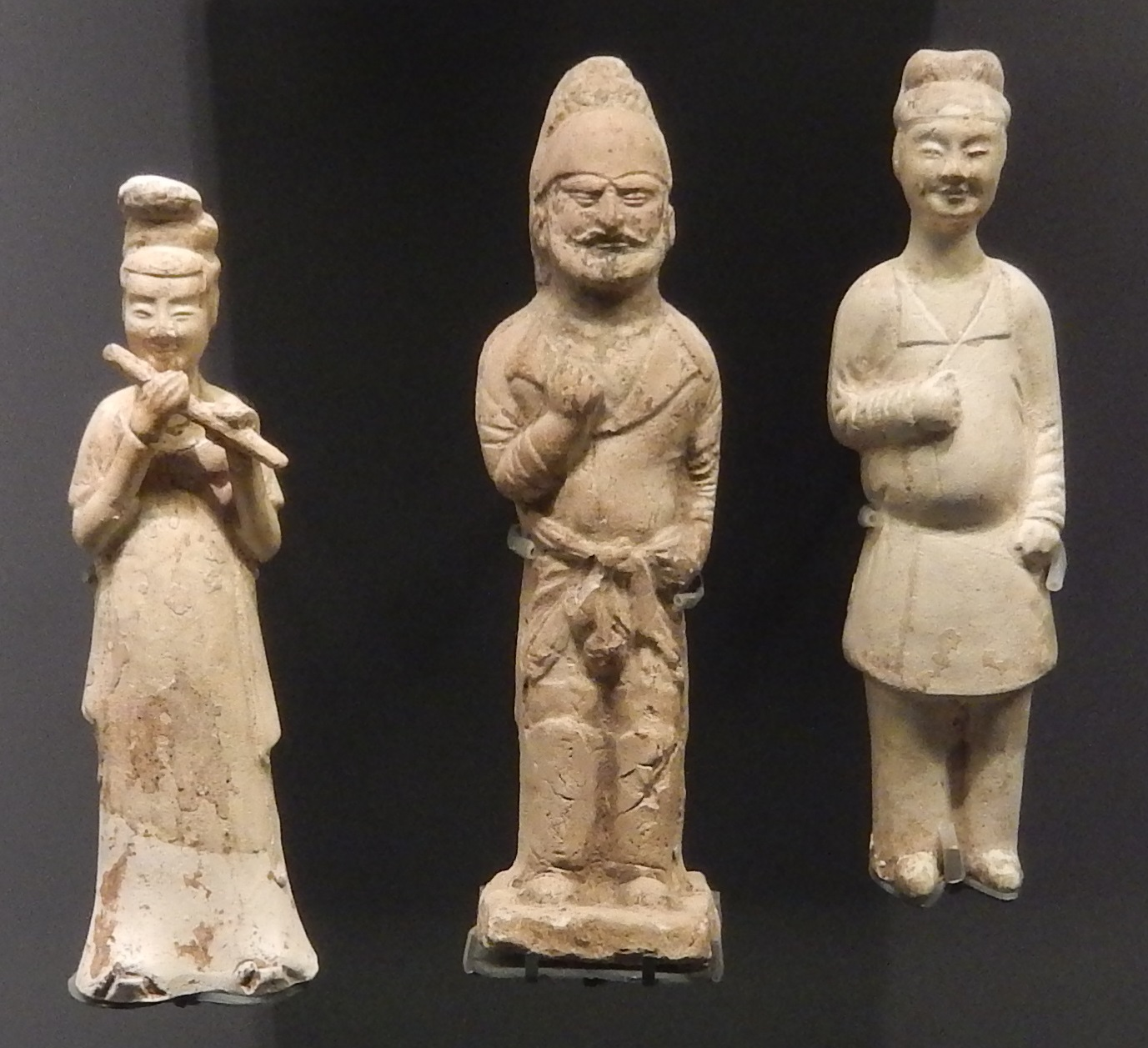

- Au deuxième étage : À l'aide de maquettes et de plans la ville est étudiée, étape par étape. De la même façon, l'habitat, le quartier, la maison sont étudiés dans leurs structures et dans leurs constituants matériaux.

## Salles d'art
- Au premier étage : Des salles circulaires rassemblent des objets d'art chinois typiques produits à Pékin, et tout d'abord les classiques peintures shanshui (montagne et eau) depuis la dynastie Tang jusqu'à la dynastie Qing.
- Au second étage : La même thématique se poursuit avec des calligraphies anciennes remarquables.
- Au troisième étage : Les bronzes Shang et Zhou, en particulier les magnifiques pièces des Zhou de l'Ouest et des Royaumes combattants.
- Le quatrième étage présente une superbe collection de jades travaillés.
- Le cinquième étage rassemble les quatre trésors du lettré, le matériel dont aimait à s'entourer le calligraphe souvent fonctionnaire et éventuellement peintre à ses moments libres.